# Чемпионат СССР по классической борьбе 1965
34-й Чемпионат СССР по классической борьбе проходил в Риге с 17 по 19 сентября (наилегчайший, полулёгкий, полусредний и полутяжёлый веса) и в Каунасе (легчайший, лёгкий, средний и тяжёлый веса) с 24 по 26 сентября 1965 года. В соревнованиях участвовал 141 борец.

## Медалисты
| Весовая категория | Золото                                        | Серебро                                            | Бронза                                             |
| ----------------- | --------------------------------------------- | -------------------------------------------------- | -------------------------------------------------- |
| Наилегчайший вес  | Клим Олзоев «Трудовые резервы» (Новосибирск)  | Владимир Бакулин «Буревестник» (Алма-Ата)          | Иван Кочергин Вооружённые Силы (Ростов-на-Дону)    |
| Легчайший вес     | Армаис Саядов «Динамо» (Баку)                 | Владлен Тростянский Вооружённые Силы (Киев)        | Михаил Клейнер «Спартак» (Московская область)      |
| Полулёгкий вес    | Роман Руруа «Колмеурне» (Тбилиси)             | Сергей Агамов Вооружённые Силы (Баку)              | В. Кацюба «Локомотив» (Днепропетровск)             |
| Лёгкий вес        | Давид Гванцеладзе «Буревестник» (Тбилиси)     | В. Колотилов «Локомотив» (Челябинск)               | Юрий Ненашев «Буревестник» (Новокузнецк)           |
| Полусредний вес   | Виктор Игуменов «Спартак» (Омск)              | Владислав Ивлев «Буревестник» (Московская область) | Виталий Фефелов «Динамо» (Минск)                   |
| Средний вес       | Анатолий Киров Вооружённые Силы (Москва)      | Омар Блиадзе «Буревестник» (Тбилиси)               | Николай Яковенко Вооружённые Силы (Ростов-на-Дону) |
| Полутяжёлый вес   | Алексей Кармацких «Спартак» (Омск)            | Василий Меркулов Вооружённые Силы (ГСВГ)           | А. Абайдулин Вооружённые Силы (Ташкент)            |
| Тяжёлый вес       | Николай Шмаков «Спартак» (Московская область) | Анатолий Рощин Вооружённые Силы (Ленинград)        | Владимир Шкаран «Динамо» (Запорожье)               |